# Сипил
Забела Тонеляни-Асатур (арм. Զաբել Հովհաննեսի Ասատուր; 23 июля 1863, Константинополь — 19 июня 1934, Стамбул), урождённая Ханджян (арм. Խանճեան), более известная под литературным псевдонимом Сипил (арм. Սիպիլ) — армянская поэтесса, прозаик, издатель, педагог и филантроп.

## Биография
Окончила Скутарскую академию в Константинополе в 1879 году. Стала одним из организаторов общества, целью которого ставилось образование армянских девочек во всех армянских районах Османской империи. Преподавала в провинции, а затем вернулась для продолжения педагогической деятельности в Константинополь.
В 1879 году она написала учебник «Практическая грамматика для современного современного армянского языка» (арм. Գործնական քերականութիւն արդի աշխարհաբարի), ставшей классическим пособием, неоднократно переиздававшимся при поддержке мужа, Гранта Асатура. Одновременно Сипил публиковала статьи об образовании и педагогике, а также стихи для детей.
В 1898 году совместно с писателем и политическим деятелем Крикор Зохраб, и своим мужем Грантом Асатуром возобновила издание литературного журнала «Масис» (арм. Մասիս), где опубликовала биографии многих известных западноармянских литературных деятелей. В 1921 году эти статьи были изданы отдельной книгой, которую Гранта Асатур озаглавил «Димаствернер» (арм. Դիմաստուերներ).
Известность Сипил принесли литературные произведениями. Тяготела к Парнасской школе" французской поэзии. Для произведений Сипил характерны гармоничное сочетание лирических и эпических элементов, женственная утонченность, продуманный язык. В 1880-х годах она публиковала стихи в «Масисе» и «Айренике». В 1891 году вышел роман «Сердце девушки» (арм. Աղջկան մը սիրտը), в 1902 — сборник стихов «Проблески» (арм. Ցոլքեր), в основном состоявший из романтические и патриотических произведений. Она также писала короткие рассказы, часто о женщинах. Из работ для театра одной из самых известных является пьеса «Невеста» (арм. Հարսը). В 1901 году Сипил вышла замуж за писателя, журналиста и интеллектуала Гранта Асатура. Они обменивались многочисленными любовными письмами, также ставшими литературным наследием писательницы.